# Крахмальний Анатолій Іванович
Крахмальний Анатолій Іванович — український редактор, кінодраматург, режисер.
Народився 8 грудня 1937 р. в Москві в родині службовця. Помер 17 жовтня 1997 р. Закінчив факультет журналістики Київського державного університету ім. Т. Г. Шевченка (1960). Був редактором Головного управління по виробництву фільмів Міністерства культури України (1960—1962), редактором Київського обласного видавництва, редактором Української студії хронікально-документальних фільмів.
Брав участь у творенні близько 100 науково-популярних і техніко-пропагандистських кінокартин, кіножурналів: «Десята ювілейна», «Ми — спорт-смени-парашутисти», «Керманичі», «Тільки шість секунд», «Вишневі усмішки», «В нельотну погоду» тощо.
Автор сценаріїв фільмів: «Це твій обов'язок» (1964), «Дружина Червоного Хреста» (1965), «Для тих, хто в полі» (1967), "В радгоспі «Київський» (1968), «Обличчя міста» (1969) та ін. Автор-режисер стрічок: «Естафета мужності» (1971, у співавт.), «КСП» (1972), «Керч» (1972, Срібна медаль Всесоюзного кінофестивалю «Кі-номарина», Одеса, 1973), «Виконроб» (1973), «Механічний комплексний загін на збиранні» (1976), «Гайцани» (1977), «Юрій Смолич. Розповіді про неспокій», «Дерева-обеліски» (1980), «Начальник цеху» (1981) тощо.
Виступав з критичними статтями з питань кіномистецтва у періодичній пресі.
Був членом Спілки кінематографістів України.